# Eucratoscelus constrictus
Espèce
Synonymes
- Harpactira constricta Gerstäcker, 1873
- Eucratoscelus longiceps Pocock, 1898
- Pterinochilus spinifer Pocock, 1898

Eucratoscelus constrictus est une espèce d'araignées mygalomorphes de la famille des Theraphosidae.

## Distribution
Cette espèce se rencontre en Tanzanie et au Kenya.

## Publication originale
- Gerstäcker, 1873 : Arachnoidea. Reisen in Ostafrica. Leipzig, vol. 3, no 2, p. 461-503.